# Koninkrijk Kediri

Panjalu
Janggala

Het koninkrijk Kediri (Oud-Javaans: Kaḍiri, daarnaast ook bekend als Panjalu) was een koninkrijk in het oostelijk deel van Java van 1045 tot 1222.
In dit rijk werden naast elkaar vier religies beleden: kejawen, hindoeisme, boeddhisme en animisme. De voertaal was een vorm van Javaans, dikwijls Oud-Javaans genoemd. Officieel werd ook Sanskriet gebruikt. De koningen lieten gouden en zilveren munten slaan.

## Geschiedenis

### Ontstaan
In de periode waarin koning Airlangga van Kahuripan zich uit het openbare leven wilde terugtrekken, besloot hij zijn rijk op te delen, opdat elk van zijn twee zonen een eigen koninkrijk zou hebben. In 1045 verdeelde mpu Bharada in opdracht van de koning het rijk in tweeën. 
Het oostelijk deel, Janggala geheten, kreeg Kahuripan als hoofdstad. Het westelijk deel, dat Panjalu werd genoemd, kreeg Daha als hoofdstad, maar was naderhand beter bekend onder de naam Kediri. Het westelijke rijk omvatte de residenties Madiun en Kediri en alles wat op Java ten westen daarvan lag, zie ook de kaart bij dit lemma. Het duurde niet lang of er brak tussen beide delen een oorlog uit die er uiteindelijk toe leidde dat het grotere Janggala volledig door Kediri veroverd werd. Daarmee was Kediri de feitelijke opvolger van het rijk van Airlangga geworden.

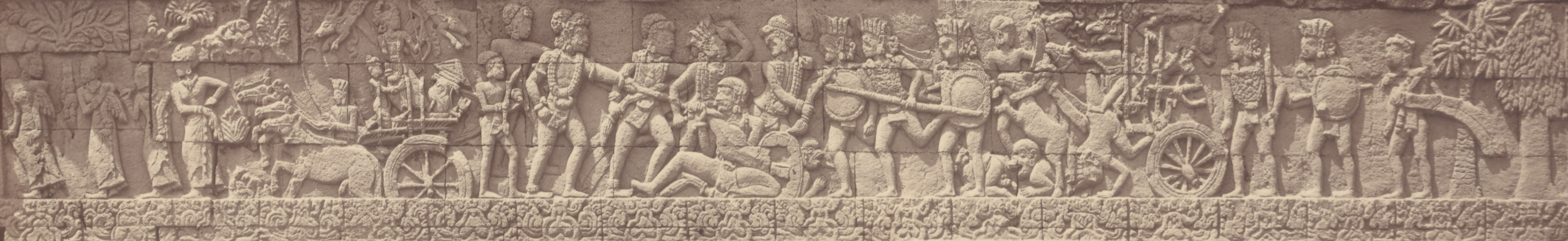
Reliëf op de Candi Penataran bij Blitar. Dit heiligdom werd gebouwd in de tijd van het Koninkrijk Kediri (foto: Isidore van Kinsbergen)

In het koninkrijk van Kediri werden niet veel grote monumenten gebouwd, zoals daarvoor in het rijk van Mataram. Maar in Kediri kwam wel de Oud-Javaanse literatuur tot grote bloei. 
De eerste koning die grote bekendheid verwierf, was koning Jayabhaya (ook: Joyoboyo). Tijdens zijn regering voltooiden de dichters Mpu Sedah en Mpu Panuluh in 1157 het dichtwerk de Bharatayuddha, dat later een van de bekendste kakawins van Java zou worden. Mpu Panuluh maakte het werk af toen Mpu Sedah bij de koning in ongenade gevallen was. Het gaat in de Bharatayuddha over de grote strijd in India tussen de Kaurawa's en de Pandawa's, die familie van elkaar waren: broers, neven en achterneven. Mpu Sedah en Mpu Panuluh schreven het dichtwerk ter ere van deze koning. Het heldendicht zou de strijd van Jayabhaya weerspiegelen tegen Janggala, waarvan de koning en de edellieden immers ook familie waren. In dit treffen beschreven in de Mahabharata, en daarmee ook de Bharatayuddha, stond Yuddhisthira, in de Mahabharata een toonbeeld van rechtvaardigheid, vanzelfsprekend symbool voor de Kedirise koning Jayabhaya. Verder worden koning Jayabhaya oude voorspellingen over de toekomst van Java in de mond gelegd.
Van zeker zeven kakawins is bekend dat ze uit het rijk van Kediri stammen. Uit het latere Majapahit-rijk zijn slechts drie kakawins overgeleverd.
Een andere koning aan wie een kakawin gewijd is, is koning Kameshvara, die getrouwd was met koningin Kirana, een prinses uit Janggala. De dichter Mpu Dharmaja schreef de Smaradahana ter ere van dit paar. Daarin wordt verteld hoe Kama, de god van de liefde, door het vuur van god Shiva werd verbrand. Sindsdien is deze godheid onzichtbaar. Zijn lichaam was immers tot as verteerd. De Sumanasantaka van mpu Monaguna, die later werd gedicht, is gewijd aan koning Kertajaya.
Bovendien werden in deze periode verschillende Oud-Javaanse hindoeïstische en boeddhistische mystieke geschriften geschreven. Eén daarvan is de Wrehaspatitattwa.

### Einde
Het rijk kwam tot een einde toen Ken Arok, de stichter van Singhasari, in 1222 in opstand kwam en koning Kertajaya een verpletterende nederlaag toebracht. Daarna was Kediri een vazalstaat van Singhasari. Koning Kertajaya was na deze deconfiture gevlucht.

## Koningen
Deze lijst is samengesteld op basis van een lijst die Piet J. Zoetmulder heeft gemaakt en gegevens uit enkele inscripties, zoals die van Mataji uit 1051, die van Karangayam uit 1112, die van Tangkilan uit 1130 en de Bameswara-inscriptie uit 1135.
- Samarawijaya (1042-1051)
- Jitendrakara alias Wuryyawirya (1051)
- Bameshwara (1112-1135)
- Jayabhaya (Joyoboyo) (1135-1157)
- Sarweshwara (1159-1161)
- Aryeshwara (1171-1174?)
- Kroñcaryadhipa (1181)
- Kameshwara (1182-1185)
- Kertajaya (alias Jayakerta en Shringga) (1194-1222)